# 초동로 (밀양시)
초동로(Chodong-ro)는 경상남도 밀양시 초동면 와 밀양시 초동면 동산리 검암삼거리를 잇는 경상남도의 도로이다.

## 주요 경유지
경상남도
- 밀양시 (초동면)

## 노선
| 이름        | 접속 노선                  | 소재지 | 소재지 | 비고 |
| ----------- | -------------------------- | ------ | ------ | ---- |
| (이름없음)  | 지방도 제1008호선 (온천로) | 밀양시 | 초동면 |      |
| 신월교      |                            | 밀양시 | 초동면 |      |
| 신월삼거리  | 신연로                     | 밀양시 | 초동면 |      |
| 성만 교차로 | 지방도 제1008호선 (온천로) | 밀양시 | 초동면 |      |
| 검암삼거리  | 지방도 제1022호선 (초하로) | 밀양시 | 초동면 |      |

## 주요 건물 및 시설
- 농협 남밀양농협 주유소 (초동로 105/오방리 61)
- 초동면 행정복지센터 (초동로 111/오방리 56-1)
- 농협 남밀양농협 초동지점 (초동로 112/범평리 487)
- 초동파출소 (초동로 115/오방리 49)
- S-OIL 일신주유소 (초동로 239/신월리 380-1)
- 밀양초동우체국 (초동로 304/신호리 32-5)
- 초동초등학교 (초동로 321/신호리 12-2)